# Hugh McDevitt
Hugh O'Neill McDevitt (26 août 1930 – 28 avril 2022) est un immunologiste et professeur de microbiologie et d'immunologie à la faculté de médecine de l'université Stanford.

## Biographie
McDevitt est né dans l'Ohio. Son père est chirurgien et est irlandais. Après avoir obtenu son doctorat en médecine à l'Université Harvard en 1955 et terminé sa résidence à New York, McDevitt est capitaine dans l'armée américaine et chercheur spécial pour les National Institutes of Medical Research de Londres.

## Carrière
Il commence à étudier auprès d'Albert Coons, puis de John Humphrey. Dans le laboratoire d'Humphrey, il commence à explorer le CMH et la réponse immunitaire. À partir de 1966, il enseigne à l'Université Stanford, où il occupe divers postes, notamment celui de chef de la division d'immunologie et de rhumatologie, de directeur du laboratoire d'immunologie clinique et de président du département de microbiologie et d'immunologie.
McDevitt est surtout connu pour sa découverte des gènes de réponse immunitaire et la première carte physique définitive du Complexe majeur d'histocompatibilité. Plus précisément, ses travaux portent sur la manière dont les molécules d’histocompatibilité régulent la réponse immunitaire et leur rôle dans le développement et le fonctionnement du système immunitaire.
McDevitt remporte des prix « pour sa découverte historique et l'identification des gènes qui contrôlent la réactivité immunitaire, ainsi que pour son élucidation ultérieure des mécanismes de reconnaissance des antigènes et d'induction de la réponse immunitaire. ».
En collaboration avec Qing Li, ils découvrent que l'interféron alpha, un signal immunitaire, peut déclencher l’apparition du diabète de type 1. « Un processus normal – la mort cellulaire programmée – provoque une réponse normale », déclare McDevitt. « Mais il le fait de telle manière que, dans un petit sous-ensemble de la population, il les met sur la voie du diabète de type 1. » . Il est considéré comme un expert dans le domaine des molécules d'histocompatibilité majeure de classe II. Son laboratoire travaille sur l'identification de fragments peptidiques de protéines qui conduisent à l'inflammation et à la destruction des cellules bêta des îlots.
Il est également reconnu pour ses contributions à la recherche sur l’arthrite.
Chaque année, le prix Hugh McDevitt est décerné au candidat au doctorat ayant réalisé la meilleure thèse dans le cadre du programme d'immunologie de l'Université de Stanford.
Il obtient le titre de chercheur exceptionnel du National Cancer Institute et est élu à la National Academy of Sciences, à l'Institut de médecine de la National Academy of Sciences et à la Royal Society de Londres, en Angleterre. Il est membre de nombreuses sociétés, notamment de l'American Association for the Advancement of Science et de l'American Association of Immunologists.